# ヒラタグモ
ヒラタグモ（平蜘蛛、扁蜘蛛、壁銭Uroctea compactilis L. Koch）は、節足動物門クモ綱クモ目ヒラタグモ科 (Urocteidae) に属する中型の平らなクモである。

## 特徴
ヒラタグモは、名の通り偏平なクモである。人家の壁面などに巣を作っているのを見かける。腹部にはっきりとした黒い斑紋があり、また、特徴的な巣を作るので見分けやすい。人家に生息することが多く、身近なクモでもある。巣は広い壁の真ん中にもあることが多いからよく目立つ。ただし、本体は常に巣にこもっていて出歩くことは少ない。
頭胸部は卵形で偏平、八個の眼は先端近くの背面に集まる。足はほぼ中程度だが、第一・第二脚が前へ伸びながら先端がやや外向けに開く。頭胸部と足はほぼ黄褐色。
腹部は後ろが尖ったホームベース型っぽい形で、やはり偏平。外縁は黒く、内側は真っ白で、その中央に大きな黒い斑紋がある。斑紋には個体差があり、まれに腹部に斑紋を全くもたない個体もある。
体長は8-10mm、形は雌雄ほぼ同じだが、やや雄の方がきゃしゃにできている。

## 習性

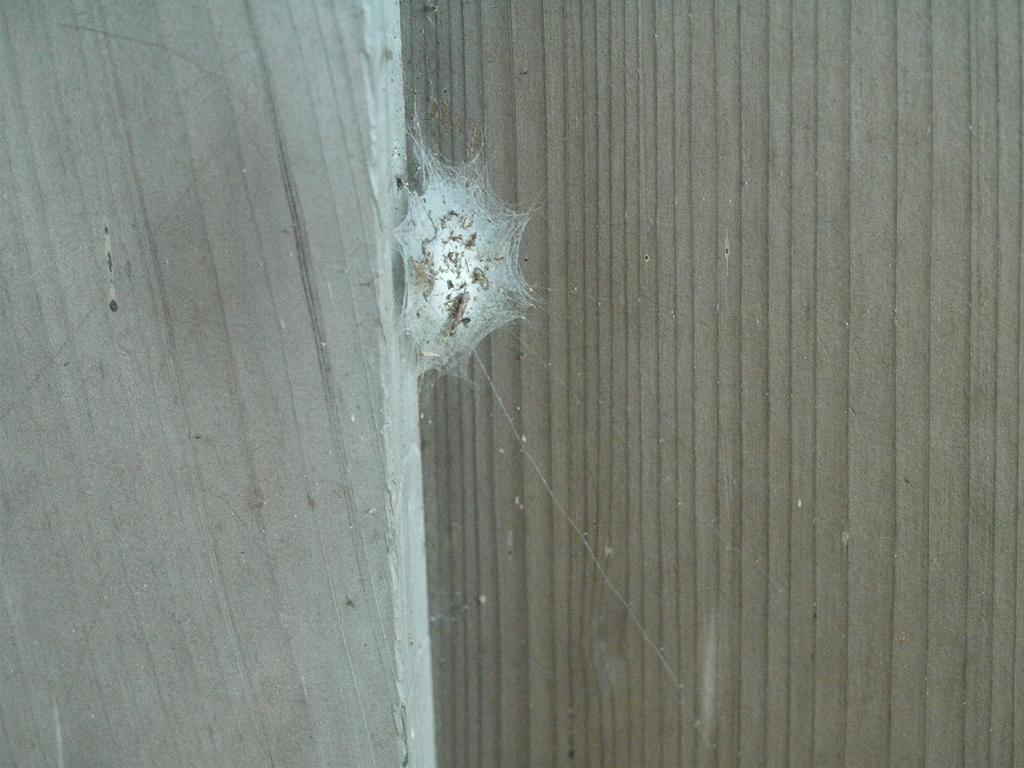
巣・角に張った例
周囲に受信糸が見える

ヒラタグモの巣はテント型と言われることもある。
巣は雨のあまり当たらない平らな広い面の上に作られる。外見はほぼ円形で中央が少し盛り上がる。輪郭は多数の突起を出していて、粗い歯車の形。この突起からは糸が出ていて、周囲の表面に張り付いている。また、巣の表面は、周囲のゴミ等をその表面につけて、周囲の色と紛らわしくなっている。
巣その物は糸を重ねて作られた膜からなる。このような膜が上下に二枚重なったものが巣の本体であり、クモはその二枚の隙間に入っている。ヒラタグモの扁平な体はこのような巣に身を隠すのに都合がよい。上面の膜をはがすと、底面の膜の上にクモがいるのを見ることができる。クモは二枚の膜の隙間から出入りする。
巣の外側の所々から壁面に糸が伸びる。この張られた糸は、ややジグザグになりながら巣から放射状に広がり、その面に張り付いたようになっている。この糸を受信糸と言い、これに昆虫等が引っ掛かると、振動が巣にいるクモに伝わることで、クモはえさの接近を知ることができる。えさが近づくとクモは巣から飛び出し、えさに食いついて巣に持ち込むか、えさの周囲をぐるぐる回りながら糸をかけ、動きを封じた後に噛み付いて巣に持ち込む。
産卵は春から秋に散発的に行われる。卵は巣の中に柔らかな糸でくるんだ卵塊として生み付けられる。

## 生息環境
人家に見られることが多い。特に古い家屋でよく見られ、土壁に広く受信糸を張り広げるのを見かけることがよくある。
野外では、あまり雨のあたらないようになった岩壁などに見かける。

## 類似種
外見的にはっきりした特徴があり、日本では他に間違えそうなものはない。ただし、チリグモはその姿、網の張り方が共に非常に似ている。しかし大きさがはるかに小さく、成体でも3mm程度、目だった斑紋もなく、全身が灰色をしている。
なお、この両者はヒラタグモが篩板を持たず、チリグモは持っているため、かつては系統的には離れており、類似性は他人のそら似（収斂進化）だとする判断から別個の科とされていた。しかし篩板の意味の見直しのため、同一系統として両者をチリグモ科に含めることが多くなっている。しかし、たとえば小野 (2009) はやはり篩板の存在はそれなりに大きいとして、ヒラタグモ科を認めており、その扱いは確定していない。

## 慣用句
平蜘蛛は「ひらぐも」又は「ひらくも」とも呼ばれ、比喩的に平身低頭になって詫びる様を「平蜘蛛になって謝る」という。